# Convocazioni per il campionato mondiale di hockey su pista La Roche-sur-Yon 2015
Lista dei giocatori convocati dalle Nazionali per il Campionato del mondo di hockey su pista 2015 a La Roche-sur-Yon.

## Girone A

### Angola
Commissario tecnico:  Orlando Graça
| N. | Pos. | Giocatore                | Data nascita (età) | Pres. | Reti | Squadra             |
| -- | ---- | ------------------------ | ------------------ | ----- | ---- | ------------------- |
|    | P    | Hugo Garcia              |                    |       | 0    | Paço de Arcos       |
|    | P    | Francisco Veludo         |                    |       | 0    | Tigres              |
|    | G    | Filipe Bernardino        |                    |       | 0    | Tigres              |
|    | G    | Jose Campos              |                    |       | 0    | Valença             |
|    | G    | André Centeno            |                    |       | 6    | Juventude Viana     |
|    | G    | Hercânio Chitaca Calenga |                    |       | 0    | Recreativo da Caála |
|    | G    | Márcio Fernandes         |                    |       | 4    | Atlético Petróleos  |
|    | G    | Humberto Mendes          |                    |       | 2    | Manlleu             |
|    | G    | Anderson Neri            |                    |       | 0    | Primeiro de Agosto  |
|    | G    | Martín Payero            |                    |       | 10   | Cerceda             |
|    | G    | João Pinto               |                    |       | 3    | Sporting CP         |
|    | G    | João Vieira              |                    |       | 3    | Tigres              |

### Francia
Commissario tecnico:  Fabien Savreux
| N. | Pos. | Giocatore               | Data nascita (età) | Pres. | Reti | Squadra         |
| -- | ---- | ----------------------- | ------------------ | ----- | ---- | --------------- |
|    | P    | Baptiste Bonneau        |                    |       | 0    | Nantes          |
|    | P    | Thomas Buanec           |                    |       | 0    | Ploufragan      |
|    | P    | Xavier Tanguy           |                    |       | 0    | Saint-Brieuc    |
|    | G    | Florent David           |                    |       | 1    | SCRA Saint-Omer |
|    | G    | Carlo Di Benedetto      |                    |       | 7    | La Vendéenne    |
|    | G    | Sébastien Furstenberger |                    |       | 0    | Quévert         |
|    | G    | Rémi Herman             |                    |       | 4    | Mérignac        |
|    | G    | Mathieu Le Roux         |                    |       | 1    | SCRA Saint-Omer |
|    | G    | Alberto Moralès         |                    |       | 0    | Coutras         |
|    | G    | Wilfried Roux           |                    |       | 0    | Saint-Brieuc    |
|    | G    | Anthony Weber           |                    |       | 4    | Noisy-le-Grand  |

### Paesi Bassi
Commissario tecnico:  Marty van den Brand
| N. | Pos. | Giocatore           | Data nascita (età) | Pres. | Reti | Squadra         |
| -- | ---- | ------------------- | ------------------ | ----- | ---- | --------------- |
|    | P    | Joey van den Dungen |                    |       | 0    | Bison Calenberg |
|    | P    | Jim Verharen        |                    |       | 0    | Zaamse RC       |
|    | G    | Dave Holtzer        |                    |       | 2    | Valkenswaardse  |
|    | G    | Stan Holtzer        |                    |       | 0    | Valkenswaardse  |
|    | G    | Niels Janssens      |                    |       | 4    | Brunssum        |
|    | G    | Alexander Nottebohm |                    |       | 0    | Walsum          |
|    | G    | Rico van den Dungen |                    |       | 0    | Bison Calenberg |
|    | G    | Robbie van Dooren   |                    |       | 0    | Valkenswaardse  |
|    | G    | Cesar Vives Boersma |                    |       | 6    | Igualada        |
|    | G    | Eric Vives Boersma  |                    |       | 5    | Piera           |

### Spagna
Commissario tecnico:  Joaquim Paüls i Bosch
| N. | Pos. | Giocatore       | Data nascita (età) | Pres. | Reti | Squadra         |
| -- | ---- | --------------- | ------------------ | ----- | ---- | --------------- |
|    | P    | Aitor Egurrola  |                    |       | 0    | Barcellona      |
|    | P    | Carles Grau     |                    |       | 0    | Vic             |
|    | G    | Jordi Adroher   |                    |       | 6    | Breganze        |
|    | G    | Ton Baliu       |                    |       | 1    | Igualada        |
|    | G    | Jordi Bargalló  |                    |       | 4    | Deportivo Liceo |
|    | G    | Pedro Gil Gómez |                    |       | 9    | Forte dei Marmi |
|    | G    | Mark Gual       |                    |       | 6    | Barcellona      |
|    | G    | Edoardo Lamas   |                    |       | 3    | Deportivo Liceo |
|    | G    | Josep Lamas     |                    |       | 7    | Deportivo Liceo |
|    | G    | Toni Pérez      |                    |       | 1    | Deportivo Liceo |

## Girone B

### Argentina
Commissario tecnico:  Dario Giuliani
| N. | Pos. | Giocatore                     | Data nascita (età) | Pres. | Reti | Squadra            |
| -- | ---- | ----------------------------- | ------------------ | ----- | ---- | ------------------ |
| 12 | P    | Valentín Grimalt Oruez        |                    |       | 0    | Deportivo Liceo    |
|    | P    | Federico Sánchez              |                    |       | 0    | Richet Zapata      |
| 1  | P    | Ariel Svriz                   |                    |       | 0    | Sarmiento Albardon |
|    | G    | Pablo Álvarez                 |                    |       | 0    | Barcellona         |
| 57 | G    | Reinaldo Javier García Mallea |                    |       | 7    | Barcellona         |
| 18 | G    | Carlos López                  |                    |       | 1    | Benfica            |
| 5  | G    | Carlos Nicolía                |                    |       | 11   | Benfica            |
| 9  | G    | Lucas Ordóñez                 |                    |       | 11   | Valdagno           |
| 8  | G    | David Páez                    |                    |       | 4    | Barcellona         |
| 7  | G    | Matías Jonathan Platero       |                    |       | 2    | Reus Deportiu      |
| 99 | G    | Gonzalo Romero                |                    |       | 0    | Richet Zapata      |

### Inghilterra
Commissario tecnico:  Carlos Amaral
| N. | Pos. | Giocatore       | Data nascita (età) | Pres. | Reti | Squadra          |
| -- | ---- | --------------- | ------------------ | ----- | ---- | ---------------- |
|    | P    | Ed Mount        |                    |       | 0    | Herne Bay United |
|    | P    | Eddie Revill    |                    |       | 0    | Middlesbrough    |
|    | G    | Alex Jones      |                    |       | 0    | Soham            |
|    | G    | Nick Johnson    |                    |       | 3    | Middlesbrough    |
|    | G    | Lewis Greenwood |                    |       | 0    | Herne Bay United |
|    | G    | Alexander Mount |                    |       | 1    | Sanjoanense      |
|    | G    | Scott Neville   |                    |       | 0    | Soham            |
|    | G    | Will Smith      |                    |       | 1    | Middlesbrough    |
|    | G    | Owen Stewart    |                    |       | 1    | Middlesbrough    |
|    | G    | Marc Waddingham |                    |       | 6    | Grimsby          |

### Mozambico
Commissario tecnico:  Pedro Nunes
| N. | Pos. | Giocatore         | Data nascita (età) | Pres. | Reti | Squadra          |
| -- | ---- | ----------------- | ------------------ | ----- | ---- | ---------------- |
|    | P    | Arnaldo Queirós   |                    |       |      | Maputo           |
|    | P    | Carlos Silva      |                    |       |      | Basilea          |
|    | G    | Nuno Araujo       |                    |       |      | Valdagno         |
|    | G    | Ivan Esculudes    |                    |       |      | Estrela Vermelha |
|    | G    | Spirus Esculudes  |                    |       |      | Estrela Vermelha |
|    | G    | Nelson Miquicene  |                    |       |      | Maputo           |
|    | G    | Bruno Pimentel    |                    |       |      | Maputo           |
|    | G    | Bruno Pinto       |                    |       |      | Carvalhos        |
|    | G    | Mario Rodrigues   |                    |       |      | Saint-Brieuc     |
|    | G    | Frederico Saraiva |                    |       |      | Braga            |

### Svizzera
Commissario tecnico:  Mateo de Ramon
| N. | Pos. | Giocatore         | Data nascita (età) | Pres. | Reti | Squadra   |
| -- | ---- | ----------------- | ------------------ | ----- | ---- | --------- |
|    | P    | Guillaume Oberson |                    |       |      | Montreux  |
|    | P    | Jean-Pierre Vizio |                    |       |      | Montreux  |
|    | G    | Patrick Greimel   |                    |       |      | Uri       |
|    | G    | Joshua Imhof      |                    |       |      | Uri       |
|    | G    | Pascal Kissling   |                    |       |      | Diessbach |
|    | G    | Gael Jimenez      |                    |       |      | Montreux  |
|    | G    | Jonas Jimenez     |                    |       |      | Montreux  |
|    | G    | Andreas Münger    |                    |       |      | Montreux  |
|    | G    | Robin Schaffer    |                    |       |      | Uttigen   |
|    | G    | Marzio Vanina     |                    |       |      | Uttigen   |

## Girone C

### Austria
Commissario tecnico:  João Meireles
| N. | Pos. | Giocatore          | Data nascita (età) | Pres. | Reti | Squadra  |
| -- | ---- | ------------------ | ------------------ | ----- | ---- | -------- |
|    | P    | Roman Mohr         |                    |       |      | Wolfurt  |
|    | P    | Klemens Schüssling |                    |       |      | Wolfurt  |
|    | G    | Roche Brunner      |                    |       |      | Dornbirn |
|    | G    | David Huber        |                    |       |      | Villach  |
|    | G    | Andreas Magister   |                    |       |      | Villach  |
|    | G    | Manuel Parfant     |                    |       |      | Villach  |
|    | G    | Jakob Stockinger   |                    |       |      | Dornbirn |
|    | G    | Tobias Winder      |                    |       |      | Wolfurt  |
|    | G    | Robin Wolf         |                    |       |      | Wolfurt  |
|    | G    | Aurel Zehrer       |                    |       |      | Wolfurt  |

### Brasile
Commissario tecnico:  Miguel Angel Belbruno
| N. | Pos. | Giocatore          | Data nascita (età) | Pres. | Reti | Squadra             |
| -- | ---- | ------------------ | ------------------ | ----- | ---- | ------------------- |
|    | P    | Youssef Nascimento |                    |       |      | Internacional       |
|    | P    | Aurélio Rieger     |                    |       |      | Recife              |
|    | G    | Diego Dias         |                    |       |      | Benfica             |
|    | G    | Alan Fernandes     |                    |       |      | Candelária          |
|    | G    | Matheus Garcia     |                    |       |      | Internacional       |
|    | G    | Rafael Guilherme   |                    |       |      | Recife              |
|    | G    | Leandro Justi      |                    |       |      | Recife              |
|    | G    | Nuno Lei           |                    |       |      | Recife              |
|    | G    | Bruno Matos        |                    |       |      | Recife              |
|    | G    | André Raposo       |                    |       |      | Juventude Salesiana |

### Germania
Commissario tecnico:  Marc Berenbeck
| N. | Pos. | Giocatore      | Data nascita (età) | Pres. | Reti | Squadra            |
| -- | ---- | -------------- | ------------------ | ----- | ---- | ------------------ |
| 1  | P    | Patrick Glowka |                    |       |      | Iserlohn           |
| 2  | G    | Lucas Karschau |                    |       |      | Germania Herringen |
| 3  | G    | Liam Hages     |                    |       |      | Germania Herringen |
| 4  | G    | Kai Milewski   |                    |       |      | Iserlohn           |
| 5  | G    | Yannick Peinke |                    |       |      | Remscheid          |
| 6  | G    | Kevin Karschau |                    |       |      | Germania Herringen |
| 7  | G    | Max Hack       |                    |       |      | Darmstadt          |
| 8  | G    | Sérgio Pereira |                    |       |      | Iserlohn           |
| 9  | G    | Andre Beckmann |                    |       |      | Düsseldorf Nord    |
| 10 | P    | Philip Leyer   |                    |       |      | Darmstadt          |
| 11 | P    | Jan Kutscha    |                    |       |      | Düsseldorf Nord    |

### Portogallo
Commissario tecnico:  Luís Senica
| N. | Pos. | Giocatore       | Data nascita (età) | Pres. | Reti | Squadra     |
| -- | ---- | --------------- | ------------------ | ----- | ---- | ----------- |
|    | P    | Ângelo Girão    |                    |       |      | Sporting CP |
|    | P    | Pedro Henriques |                    |       |      | Benfica     |
|    | G    | Gonçalo Alves   |                    |       |      | Oliveirense |
|    | G    | José Costa      |                    |       |      | Porto       |
|    | G    | Valter Neves    |                    |       |      | Benfica     |
|    | G    | Hélder Nunes    |                    |       |      | Porto       |
|    | G    | Telmo Pinto     |                    |       |      | Valdagno    |
|    | G    | Diogo Rafael    |                    |       |      | Benfica     |
|    | G    | João Rodrigues  |                    |       |      | Benfica     |
|    | G    | Jorge Silva     |                    |       |      | Porto       |

## Girone D

### Cile
Commissario tecnico:  Mauricio Llera
| N. | Pos. | Giocatore           | Data nascita (età) | Pres. | Reti | Squadra               |
| -- | ---- | ------------------- | ------------------ | ----- | ---- | --------------------- |
|    | P    | Lucio Armijo        |                    |       |      | Universidad Católica  |
|    | P    | Felipe Quintanilla  |                    |       |      | Colegio San Agustín   |
|    | G    | Gonzalo Andrade     |                    |       |      | Iruna                 |
|    | G    | Nicolás Carmona     |                    |       |      | Blanes                |
|    | G    | Felipe Castro       |                    |       |      | Leon Prado            |
|    | G    | Juan Pablo Diaz     |                    |       |      | Colegio San Agustín   |
|    | G    | Nicolás Fernández   |                    |       |      | Sporting CP           |
|    | G    | Marc Figa           |                    |       |      | PAS Alcoy             |
|    | G    | Bastian Osorio      |                    |       |      | Deportivo Thomas Bata |
|    | G    | Armando Quintanilla |                    |       |      | Carvalhos             |

### Colombia
Commissario tecnico:  André Torres
| N. | Pos. | Giocatore                 | Data nascita (età) | Pres. | Reti | Squadra         |
| -- | ---- | ------------------------- | ------------------ | ----- | ---- | --------------- |
|    | P    | Juan Canizales            |                    |       |      | Caldas          |
|    | P    | Juan García               |                    |       |      | Valle del Cauca |
|    | G    | David Castaño             |                    |       |      | Antioquia       |
|    | G    | Luis Castillo             |                    |       |      | Tolima          |
|    | G    | Jonathan Giraldo          |                    |       |      | Caldas          |
|    | G    | Daniel Hoyos              |                    |       |      | Caldas          |
|    | G    | José Lopez                |                    |       |      | Meta            |
|    | G    | Marc Figa                 |                    |       |      | Caldas          |
|    | G    | Luis Toro                 |                    |       |      | Tolima          |
|    | G    | Camilo Rodriguez Trujillo |                    |       |      | Caldas          |

### Italia
Commissario tecnico:  Massimo Mariotti
| N. | Pos. | Giocatore         | Data nascita (età) | Pres. | Reti | Squadra        |
| -- | ---- | ----------------- | ------------------ | ----- | ---- | -------------- |
|    | P    | Riccardo Gnata    |                    |       |      | Breganze       |
|    | P    | Davide Pertegato  |                    |       |      | Valdagno       |
|    | P    | Bruno Sgaria      |                    |       |      | Breganze       |
|    | G    | Samuel Amato      |                    |       |      | Prato 1954     |
|    | G    | Federico Ambrosio |                    |       |      | Pieve 010      |
|    | G    | Nicolas Barbieri  |                    |       |      | Amatori Modena |
|    | G    | Mattia Cocco      |                    |       |      | Breganze       |
|    | G    | Davide Gavioli    |                    |       |      | Amatori Modena |
|    | G    | Alberto Greco     |                    |       |      | Trissino       |
|    | G    | Domenico Illuzzi  |                    |       |      | Amatori Lodi   |
|    | G    | Andrea Malagoli   |                    |       |      | Amatori Lodi   |
|    | G    | Frederico Pagnini |                    |       |      | Follonica      |
|    | G    | Marco Pagnini     |                    |       |      | Follonica      |
|    | G    | Massimo Tataranni |                    |       |      | Matera         |

### Sudafrica
Commissario tecnico:  Fernando Maia
| N. | Pos. | Giocatore          | Data nascita (età) | Pres. | Reti | Squadra            |
| -- | ---- | ------------------ | ------------------ | ----- | ---- | ------------------ |
| 1  | P    | Marco Van Tonder   |                    |       |      | Uri                |
| 2  | G    | Michael Guerra     |                    |       |      | APF Vanderbijlpark |
| 3  | G    | Renato Guerra      |                    |       | 1    | APF Vanderbijlpark |
| 4  | G    | Adilson Correia    |                    |       |      | ACP Pretoria       |
| 5  | G    | Cláudio Araújo     |                    |       | 1    | ACP Pretoria       |
| 6  | G    | Nelson Mendes      |                    |       |      | ACP Pretoria       |
| 7  | G    | Leandro Araújo     |                    |       | 1    | ACP Pretoria       |
| 8  | G    | Fábio Oliveira     |                    |       |      | ACP Pretoria       |
| 9  | G    | Ricardo de Sousa   |                    |       |      | ACP Pretoria       |
| 10 | P    | Ricardo Figueiredo |                    |       |      | SFC Johannesburg   |